# 儂智高攻宋戰役
儂智高攻宋之戰，是指在1052年夏至1053年春之間，由廣源州首領儂智高發兵攻宋至被宋朝擊敗的一系列戰爭。

## 背景
儂智高之父儂全福為廣源州首領，多次依附李朝後又宣布獨立，不接受李朝的宗主地位。1039年（李太宗通瑞五年），李朝皇帝李太宗率軍突襲廣源州，焚毀城寨，俘虜儂全福、儂智聰等五人至昇龍。儂智高與其母阿儂逃脫。
儂智高繼位後，向李朝請求釋放其父，李太宗卻殺其父於昇龍。李太宗雖殺死儂全福、儂智聰等人，卻任命儂智高為廣源州知州。儂智高奉行依附北宋的策略，七次奉上黃金要求內附，但北宋擔心此舉將激怒李朝，未予以答應。儂智高於1041年（宋仁宗慶曆元年）自立為王，國號「大曆國」。這招致了李朝又一次軍事進攻，儂智高被俘。但是，儂智高在表示願意臣服於李朝之後，李太宗將儂智高釋放，任命他為廣源州知州，增授雷火、平安、婆四洞及思琅州之地，希望能夠借其手反對北宋。1043年，又派魏徵出使廣源州，賜予儂智高都印，拜授太保官職。
1045年（慶曆五年），儂智高占領安德州，宣布建立「南天國」，年號景瑞，再次與李朝決裂。1048年（景瑞三年），李朝派太尉郭盛溢攻打儂智高，儂智高再坎投降李朝。次年，儂智高開始襲擾宋朝，希望能在宋朝和李朝之間建立一個獨立勢力。
儂智高因與李朝有仇，故多次向北宋求取官職，均因擔心會與李朝交惡而被北宋地方官員拒絕，加上廣源州“山泽之利”，在此情況之下，儂智高決定侵宋，為了鼓動民眾，儂智高放火將自己的官邸燒光，向群眾說：
「 平生积聚，今为天火所焚，生计穷矣。当拔邕州，据广州以自王，否则必死。」
儂智高希望能占據宋朝的嶺南地區，並以此為基本與宋庭議和。

## 戰爭
公元1052年（皇祐四年）5月7日，儂智高以五千人起兵攻宋。5月31日，攻占邕州，守將張日新等戰死，邕州指揮使元斌貝被儂智高生擒。儂智高在邕州自立為「仁惠皇帝」，國號「大南」，年號啟歷。
公元1052年6月8日，横州失陷；6月11日，贵州失陷；6月15日，龚州失陷；6月16日，藤州、梧州、封州同日失陷；6月17日，康州失陷；6月18日，端州失陷。
1052年6月21日，儂智高進圍廣州。雖然廣州早二日己得知儂軍向廣州方向進軍，但知州仲简不信，又下令：「有言贼至者斩！」，直至儂軍兵臨城下才作準備。由於廣州軍民持續抵抗，儂智高又缺乏攻城器械，被迫在圍攻57天不克後撤圍北上。此時，儂智高全軍已發展為5萬人。其後，儂智高軍隊席捲廣西、廣東各地，並計劃北上攻打湖南。
1052年10月10日，宋仁宗以余靖為提舉廣南兵甲經制賊盜事，10月23日，宋仁宗任命狄青為宣徽南院使，宣撫荊湖路、提舉廣南經制賊盜事，率兵南征儂智高。
1053年（皇祐五年）1月25日，狄青抵達賓州（今廣西賓陽縣）前線，斬殺作戰不力的崇儀使、廣南西路兵馬鈐轄陳曙及其佐吏以下三十一人，「兵將股慄，咸思用命」。在上元之夜兵分先、中、後三軍，自己親率先軍火速出擊，一舉奪得崑崙關。
1053年2月9日（皇祐五年正月十八日），狄青分左右兩翼，繞道其後，前後夾攻，在歸仁浦一戰而勝，是役宋軍「追奔十五里，斬首二千二百餘級，生擒五百餘人，屍甲如山，積於道路，偽署將相死者五十七人。」賊兵黃師宓、儂建侯、儂志忠均戰歿於陣，儂智高逃奔大理國。次日黎明，狄青大軍進入邕州。